# 21556 Christineli
21556 Christineli este un asteroid din centura principală de asteroizi.

## Descriere
21556 Christineli este un asteroid din centura principală de asteroizi. A fost descoperit pe 24 august 1998 la Socorro, New Mexico, în cadrul proiectului LINEAR. Asteroidul prezintă o orbită caracterizată de o semiaxă mare de 2,40 ua, o excentricitate de 0,23 și o înclinație de 7,4° în raport cu ecliptica.